# Бергман, Эллен
Эллен Бергман (швед. Ellen Bergman; 5 января 1842, Стренгнес — 5 декабря 1921) — шведский музыкант, вокальный педагог и активистка движения за права женщин. Она была членом Шведской королевской музыкальной академии.

## Биография
Элеонора (Эллен) Магдалена Бергман родилась в Стренгнесе (Швеция) в 1842 году. В 1864 году она поступила в Шведскую королевскую музыкальную академию в Стокгольме. Она изучала там виолончель, орган, гармоническое и сольное пение. Бергман окончила академию в 1867 году. Она работала учителем пения в Королевской семинарии (швед. Högre lärarinneseminariet) и Королевской высшей музыкальной школе в Стокгольме с 1868 по 1899 год. За свои достижения в области музыкального преподавания Бергман была избрана членом Шведской королевской музыкальной академии в 1876 году.
С первой половины 1880-х годов Бергман была известна как ведущий член Шведской федерации (швед. Svenska Federationen), шведского отделения Женской национальной ассоциации за отмену законов об инфекционных болезнях, которая впервые была создана в Великобритании в 1869 году Элизабет Уолстенхолм (1833—1918) и Жозефин Батлер (1828—1906). Эта организация вела борьбу с проституцией и особенно с жестоким обращением с гениталиями зарегистрированных проституток. Шведская федерация считала существовавшую тогда шведскую систему регулирования (Reglementeringssystemet) унизительной и социально стигматизирующей. Бергман была активным писателем и оратором. Она была вовлечена в конфликт со шведским драматургом и романистом Августом Стриндбергом (1849—1912) из-за её взглядов на половой вопрос, который однажды упомянул её в письме, написанном в 1884 году: «djefla maran Ellen Bergman» (что буквально переводится как «проклятая мара Эллен Бергман»)
.
Эллен Бергман была удостоена золотой медали Иллис кворум в 1899 году.